# Логуш Тетяна Іванівна

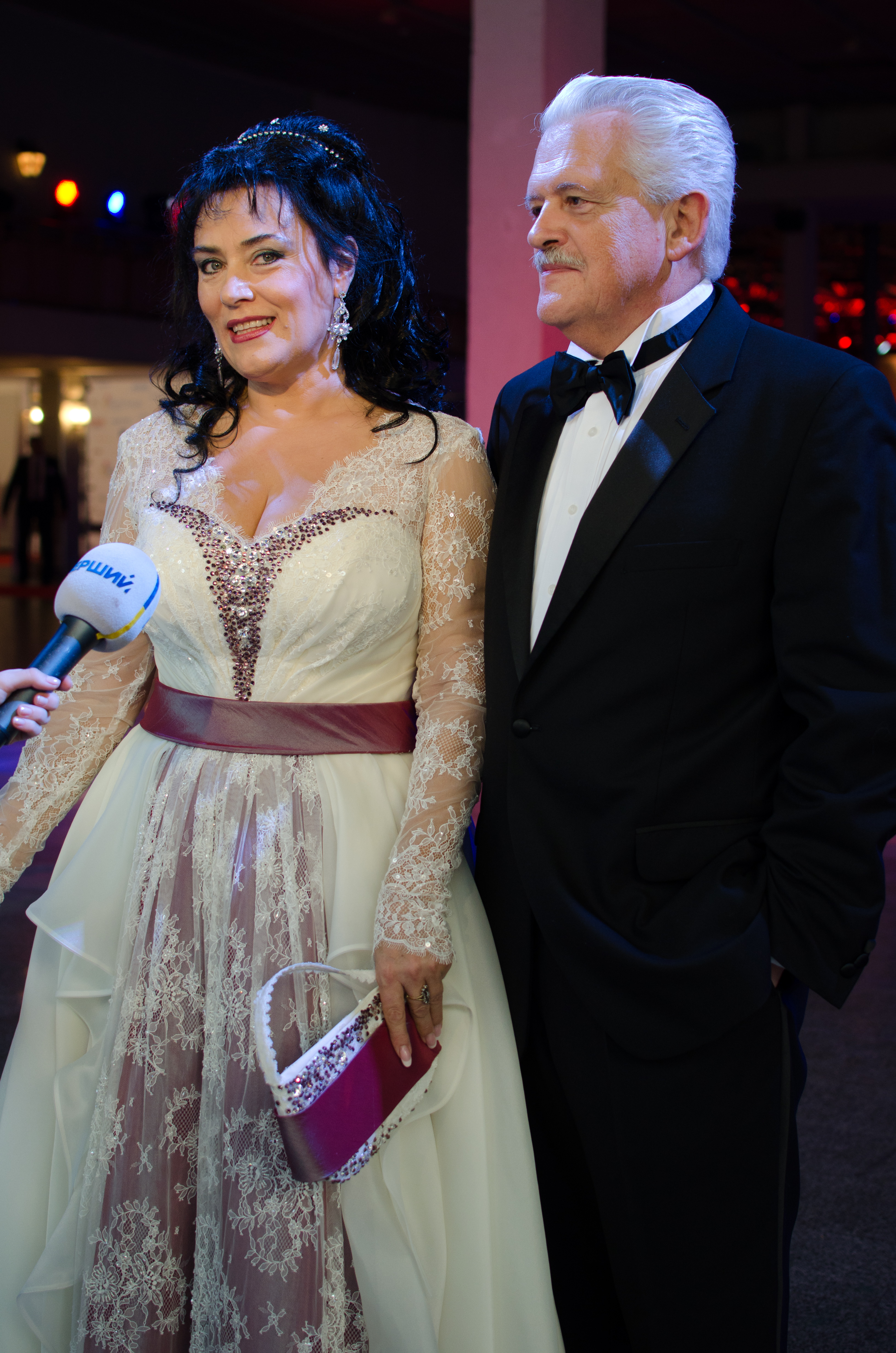
Тетяна та Юрій Логуші на «Коронації слова 2013»

Тетя́на Ів́анівна Ло́гуш (нар. 28 квітня 1960, Чернівці) — українська благодійниця та громадська діячка, голова правління благодійного фонду «Мистецька скарбниця».

## Життєпис
За освітою — медик-економіст[джерело?].
У 2003 році заснувала «Перший літературний бал» у Київській мерії.
У 2005 у співавторстві з Олександром Куманським упорядкувала збірку жартів про події 2004 року («Українці перемагають сміючись», 2005, видавництво «Таврія», наклад 5000).
У 2006 заснувала благодійний фонд «Мистецька скарбниця» і є його головою правління.
Разом з Юрієм Логушем є засновниками та організаторами бал-маскараду «Карнавалія», що проводився в Києві щороку з 2007 по 2011.
Також з Юрієм Логушем є співзасновниками міжнародного конкурсу романів, кіносценаріїв, п'єс, пісенної лірики та творів для дітей «Коронація слова».
У 2012 році Тетяна і Юрій Логуші заснували відзнаку «Золоті письменники України».
Є членом Видавничої ради при Департаменті суспільних комунікацій виконавчого органу Київської міської ради (Київської міської державної адміністрації).
Є дружиною Юрія Логуша. Сини Альберт і Яник, онуки Клеопатра та Кароліна

## Відзнаки
- Лауреат Всеукраїнської премії «Жінка ІІІ тисячоліття» в номінації «Рейтинг» (2010).